# ني فابيانو دي اوليفيرا
ني فابيانو دي اوليفيرا (9 فبراير 1979 بساو جوزيه دوس كامبوس في البرازيل - ) هو لاعب كرة قدم برازيلي في مركز الهجوم. لعب مع نادي إنترناسيونال ونادي بالميراس ونادي باهيا ونادي تشونبوري ونادي ساو باولو ونادي كروزيرو ونادي ملبورن فيكتوري و وThailand Tobacco Monopoly F.C. ‏ ونادي باثوم يونايتد وKhon Kaen F.C. ‏ وWuachon United F.C. ‏ وPhuket F.C. ‏ وAtlético Clube Juventus ‏ ونادي اتلتيكو سوروكابا وNacional Futebol Clube ‏ ونادي ساو خوسيه وSuphanburi F.C. ‏ وUnião Bandeirante Futebol Clube ‏.

## وصلات خارجية
- ني فابيانو دي اوليفيرا على موقع قاعدة بيانات كرة القدم.إي يو (الإنجليزية)
- ني فابيانو دي اوليفيرا على موقع قاعدة بيانات كرة القدم.إي يو (الإنجليزية)
- ني فابيانو دي اوليفيرا على موقع Soccerway.com (الإنجليزية)
- ني فابيانو دي اوليفيرا على موقع عالم كرة القدم.نت (الإنجليزية)